# Titularbistum Nazianzus
Nazianzus (ital.: Nazianzo) ist ein Titularbistum der römisch-katholischen Kirche.
Es geht zurück auf einen früheren Bischofssitz in der antiken Stadt Nazianz, die sich in der kleinasiatischen Landschaft Kappadokien in der heutigen Türkei befand. Das Bistum gehörte der Kirchenprovinz Mocissus an.
| Titularbischöfe von Nazianzus |                                                                       | |                    |                   |
| Nr.                           | Name                                                                  | Amt | von                | bis               |
| 1                             | Marcus Avunculus                                                      | Weihbischof in Augsburg (Deutschland) | 1546               | November 1554     |
| 2                             | Karl Weinberger                                                       | Weihbischof in Breslau (Königreich Böhmen); ab 1621 nominierter Bischof von Pedena                                                                 | 1620               | 1625              |
| 3                             | Charles Maurice Le Tellier Titularerzbischof pro hac vice             | Koadjutorerzbischof von Reims (Frankreich) | 8. Juli 1668       | 3. August 1671    |
| 4                             | Giuseppe Mosti                                                        | | 16. Dezember 1675  |                   |
| 5                             | Alessandro Bonaventura                                                | | 23. Februar 1711   | 7. Februar 1721   |
| 6                             | Niccolò Maria Lercari Titularerzbischof pro hac vice                  | Kurienerzbischof (Italien) | 12. Juni 1724      | 9. Dezember 1726  |
| 7                             | Giovanni Minotto Ottoboni                                             | | 16. Dezember 1726  | 8. Februar 1730   |
| 8                             | Marcello Passari Titularerzbischof pro hac vice                       | | 5. März 1731       | 2. Dezember 1733  |
| 9                             | Marcello Crescenzi Titularerzbischof pro hac vice                     | | 14. Juli 1739      | 16. Dezember 1743 |
| 10                            | Enrique Enríquez Titularerzbischof pro hac vice                       | Apostolischer Nuntius | 16. Dezember 1743  | 22. Juli 1754     |
| 11                            | Giovanni Maria Benzoni Titularerzbischof pro hac vice                 | emeritierter Bischof von Chioggia (Italien) | 11. September 1754 | 8. Januar 1757    |
| 12                            | Giovanni Battista Bortoli Titularerzbischof pro hac vice              | emeritierter Bischof von Feltre (Italien) | 28. März 1757      | 14. März 1776     |
| 13                            | Ottavio Boni Titularerzbischof pro hac vice                           | | 18. Juli 1783      | 3. März 1808      |
| 14                            | Michele Belli Titularerzbischof pro hac vice                          | | 26. September 1814 | 3. März 1822      |
| 15                            | Giacomo Filippo Fransoni Titularerzbischof pro hac vice               | Apostolischer Nuntius | 7. September 1822  | 2. Oktober 1826   |
| 16                            | Giacomo Luigi Brignole Titularerzbischof pro hac vice                 | Apostolischer Nuntius Kurienerzbischof | 15. März 1830      | 20. Januar 1834   |
| 17                            | Giovanni Battista de Albertis Titularerzbischof pro hac vice          | emeritierter Bischof von Ventimiglia (Italien) | 1836               |                   |
| 18                            | Josyf Sembratowicz                                                    | | 24. März 1865      | 27. Juni 1870     |
| 19                            | Roger William Bede Vaughan OSB Titularerzbischof pro hac vice         | Koadjutorerzbischof von Sydney (Australien) | 28. Februar 1873   | 16. März 1877     |
| 20                            | Angelo Di Pietro Titularerzbischof pro hac vice                       | Weihbischof in Velletri e Segni (Italien) Apostolischer Nuntius                                                                                    | 28. Dezember 1877  | 16. Januar 1893   |
| 21                            | Beniamino Cavicchioni Titularerzbischof pro hac vice                  | Kurienerzbischof | 11. Januar 1894    | 22. Juni 1903     |
| 22                            | Francisco Sáenz de Urturi y Crespo OFM Titularerzbischof pro hac vice | emeritierter Erzbischof von Santiago de Cuba (Kuba)                                                                                                | 1903               | 13. Dezember 1903 |
| 23                            | Angelo Dolci Titularerzbischof pro hac vice                           | Apostolischer Delegat | 9. Dezember 1906   | 27. Januar 1911   |
| 24                            | Agostino Dionisio Schuler OFM Titularerzbischof pro hac vice          | | 27. Oktober 1911   | 7. September 1926 |
| 25                            | Agostino Mancinelli                                                   | Koadjutorbischof von Aquino-Sora-Pontecorvo (Italien)                                                                                              | 30. Juni 1931      | 5. Dezember 1933  |
| 26                            | Bernardo Bertoglio                                                    | Weihbischof in Palestrina (Italien) | 3. Februar 1934    | 15. Februar 1937  |
| 27                            | Salvatore Rotolo SDB                                                  | Weihbischof in Velletri Prälat von Altamura e Acquaviva delle Fonti (Italien)                                                                      | 5. Oktober 1937    | 20. Oktober 1969  |
| 28                            | Demetrius Martin Greschuk                                             | Weihbischof in Edmonton (Kanada) | 27. Juni 1974      | 28. April 1986    |
| 29                            | Miguel Mykycej FDP                                                    | Weihbischof in Santa María del Patrocinio en Buenos Aires Apostolischer Administrator von Santa María del Patrocinio en Buenos Aires (Argentinien) | 23. Juni 1990      | 24. April 1999    |